# Rhaphidospora glabra
Rhaphidospora glabra là một loài thực vật có hoa trong họ Ô rô. Loài này được (K.D. Koenig ex Roxb.) Nees miêu tả khoa học đầu tiên năm 1832.